# Stefan Ertl
Stefan Ertl (* 21. April 1969 in Neustadt an der Weinstraße) ist ein ehemaliger deutscher Fußballspieler.

## Karriere
Ertl begann seine Profikarriere bei Borussia Mönchengladbach, nachdem er zuvor in der Pfalz beim SV Geinsheim und dem VfR Frankenthal kickte. Für Mönchengladbach war er gleich in seinem ersten Spiel am 15. August 1992 in Karlsruhe mit einem Tor zum 2:1 (Endstand 2:4 für den KSC) erfolgreich. Dieses Tor sollte sein einziges im Profifußball bleiben. Nachdem er am Ende der Saison auf neun Einsätze gekommen war, wechselte er zur Saison 1993/94 zu Fortuna Köln in die 2. Bundesliga, wo er allerdings auch nur sporadisch und meist als Einwechselspieler zum Einsatz kam. Nach nur einer Saison in Köln ging er wieder in den Südwesten, wo er drei Jahre lang bei der TSG Pfeddersheim spielte. 1997 war der 1. FC Kaiserslautern seine nächste Station. Mit den Roten Teufeln wurde er 1998 Deutscher Meister, wenngleich er nur fünf Spiele bei den Profis absolvierte und meistens bei den Amateuren eingesetzt wurde (acht Tore in 18 Spielen in der Regionalliga West/Südwest).
1998 wechselte er in die Regionalliga Süd zu Kickers Offenbach, mit denen er im ersten Jahr als Stammspieler und mit sechs geschossenen Toren in die 2. Liga aufstieg. Hier kam er in sieben der ersten acht Saisonspiele zum Einsatz, erlitt dann allerdings einen Schien- und Wadenbeinbruch, sodass er kein weiteres Spiel mehr bestritt. So konnte er auch nicht den Abstieg der Offenbacher aus der 2. Liga verhindern. 2000/01 spielte er wieder regelmäßig in der Regionalliga Süd. Nachdem Offenbach am Ende der Saison nur Zehnter wurde, verließ er den Verein und ging zum gerade aus derselben Liga in die 2. Liga aufgestiegenen Karlsruher SC. 
Bei den Nordbadenern konnte sich Ertl nicht durchsetzen und wurde in seinen zehn Einsätzen in der Saison 2001/02 meist erst kurz vor Schluss eingewechselt. 2002/03 kam er gar zu gar keinem Einsatz mehr bei den Profis und wechselte schließlich zu Wormatia Worms, wo er seine Karriere ausklingen ließ. 2006 beendete Stefan Ertl seine Karriere.

## Statistik
| Liga                                 | Spiele (Tore) |
| ------------------------------------ | ------------- |
| 1. Bundesliga                        | 14 (01)       |
| 2. Bundesliga                        | 24 (00)       |
| Regionalligen (West/Südwest und Süd) | 72 (17)       |
| Oberliga Südwest                     | 74 (21)       |

Hinzu kommen Spiele für die TSG Pfeddersheim.